# Gimnazija Celje - Center
Gimnazija Celje-Center je ena od treh gimnazij oziroma petih srednjih šol v Celju. Šola ima sedež na Kosovelovi 1 v središču Celja, v secesijski stavbi arhitekta Richarda Klossa iz leta 1912. Leta 2012 je praznovala stoletnico stavbe.
Poleg splošne gimnazije, je tu tudi program predšolska vzgoja ter program umetniške gimnazije – likovna smer. V šolskem letu 2006/2007 je bilo vpisanih 1050 dijakov, na njej je poučevalo 77 profesorjev ter strokovnih delavcev. 

## Ravnatelji
- Rok Lipnik 2023-
- Gregor Deleja: 2014 – 2022[1]
- Mateja Glušič Lenarčič: 2012 – 2014
- Igor Majerle: 1992 – 2012
- Ivan Kapš: 1974 – 1992
- Emil Rojc: 1970 – 1974
- Viktorija Kavčič: 1966 – 1970
- Anton Aškerc ml.: 1952 – 1966
- Danica Glinšek: 1948 – 1952